# Ravnoteža
Ravnoteža je stanje mirovanja tijela. U općem smislu, ravnoteža podrazumijeva balans tijela, odnosno sposobnost tijela, da se zadrži u stanju mirovanja ili kretanja. 
Za tijelo kažemo da je u ravnoteži ako ne mijenja svoj položaj u odnosu na referentno tijelo, tj. ne kreće se u odnosu na njega. Ravnoteža se javlja u različitim sustavima, u skladu s čim postoje i različiti tipovi ravnoteže. Neki od najrasprostranjenijih tipova ravnoteže su: mehanička ravnoteža, termodinamička ravnoteža, toplinska ravnoteža i hidrostatička ravnoteža.
U mehanici materijalna je točka u ravnoteži ako je vektorski zbroj sila koje djeluju na tu točku jednak nuli. Kruto je tijelo u ravnoteži ako je vektorski zbroj svih sila koje na nj djeluju jednak nuli i ako je algebarski zbroj svih momenata sila, s obzirom na svaku od tri bilo koje međusobno okomite osi, jednak nuli.
Dinamička ravnoteža podrazumijeva ravnotežu tijela u stanju kretanja. Da bi se tijelo nalazilo u stanju dinamičke ravnoteže, potrebno je da zbroj svih sila koje djeluju u pojedinim, materijalnim točkama toga tijela, bude jednak nuli.